# Liberty Orchards
La Liberty Orchards è una società che produce caramelle e si trova a Cashmere, nello stato di Washington.

## Storia
Fondata originariamente come una fattoria nel 1918 da immigrati armeni, l'azienda si trasforma in produttrice di dolciumi tra il 1930 e il 1940.  I loro prodotti comprendono una varietà di caramelle al gusto di frutta in gelatina.
Aplets & Cotlets sono i prodotti più antichi e conosciuti della Liberty Orchards. Questi due tipi di confettura sono venduti insieme in un unico box, sono prodotti a partire da una ricetta per il lokum con le mele locali e le albicocche.
Altre varianti prodotte dalla società includono ananas con noci di macadamia, Fragaria × ananassa con le noci, arancia con le noci, pesche con la noce pecan e noci pecan con mirtilli. Essi producono anche prodotti senza zucchero e una serie di tradizionali cioccolatini ripieni (ganache, caramello e menta, per esempio). Nel 2009, l'azienda ha introdotto altre quattro varietà di cioccolatini ripieni: mango, fragola, melone e papaia.